# حصار (جماعت)
جماعت دهات حصار (به خط تاجیکی: ҷамоати деҳоти Ҳисор) جماعت دهات در کشور تاجیکستان است که در ناحیهٔ حصار، منطقهٔ «ناحیه‌های تابع جمهوری» قرار دارد. جمعیت این جماعت ۴۰٬۴۴۲ نفر است.
این جماعت روستایی مجزا از شهر حصار بوده و شامل حومهٔ روستایی این شهر می‌باشد. مرکز اداری این جماعت دهات در شهر حصار قرار دارد.

## لیست دهات تابعه
- اتفاق (Иттифоқ)
- اوزبیکستان (Ӯзбекистон)
- باغ (Боғ)
- بلبل‌چشمه (Булбулчашма)
- بوستان (Бӯстон)
- جاروب‌سای (Ҷорӯбсой)
- چشمه ماهیان (Чашмаи Моҳиён)
- حسن‌آباد
- حصار (Ҳисор)
- ‌ حیاط نو (Ҳаёти Нав)
- خوش‌منظر (Хушманзар)
- روشن (Равшан)
- سنبله (Сумбула)
- ‌ شیرخانی (Шерхонӣ)
- کانچی (Кончӣ)
- کهنه‌بای (Куҳнабой)
- ‌ گل‌میدان (Гулмайдон)
- گل‌خانی (Гулханӣ)
- مولان‌شریف (Мавлоншариф)
- نسف (Насаф)
- نوبنیان (Навбунёд)
- نوبهار (Навбаҳор)
- نوروز (Наврӯз)